# Telmo Manacorda
Telmo Manacorda (* 22. April 1893 in Salto oder Rivera; † 28. November 1954 in Montevideo) war ein uruguayischer Politiker, Schriftsteller Essayist, Kritiker und Historiker.
Manacorda war von 1921 bis 1934 Direktor des Museo Histórico Nacional. Auch war er Direktor der "Revista Histórica". Der der Partido Nacional angehörende Manacorda hatte in der 32. Legislaturperiode als Repräsentant des Departamentos Montevideo vom 11. Juni 1934 bis zum 24. Mai 1938 ein Mandat als stellvertretender Abgeordneter in Cámara de Representantes inne.

## Zeitraum seiner Parlamentszugehörigkeit
- 11. Juni 1934 bis 24. Mai 1938 (Cámara de Representantes, 32. LP)